# Kanton Rivière-Pilote

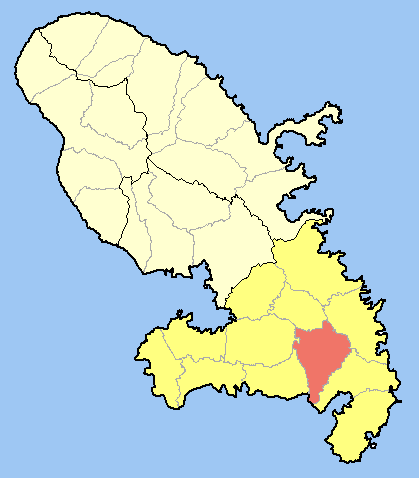
Lage des Kantons Rivière-Pilote im Arrondissement Le Marin und im Übersee-Département Martinique

Der Kanton Rivière-Pilote war ein Kanton im französischen Übersee-Département Martinique im Arrondissement Le Marin. Er umfasste die Gemeinde Rivière-Pilote.
Vertreter im Generalrat des Départements war seit 2004 Lucien Adenet. 